# Vinantes
Vinantes és un municipi francès, situat al departament de Sena i Marne i a la regió de Illa de França. L'any 2007 tenia 333 habitants.
Forma part del cantó de Mitry-Mory, del districte de Meaux i de la Comunitat d'aglomeració Roissy Pays de France.

## Demografia

### Població
El 2007 la població de fet de Vinantes era de 333 persones. Hi havia 109 famílies, de les quals 16 eren unipersonals (8 homes vivint sols i 8 dones vivint soles), 28 parelles sense fills, 53 parelles amb fills i 12 famílies monoparentals amb fills.
La població ha evolucionat segons el següent gràfic:
Habitants censats

### Habitatges
El 2007 hi havia 117 habitatges, 109 eren l'habitatge principal de la família, 5 eren segones residències i 2 estaven desocupats. 102 eren cases i 8 eren apartaments. Dels 109 habitatges principals, 84 estaven ocupats pels seus propietaris, 22 estaven llogats i ocupats pels llogaters i 3 estaven cedits a títol gratuït; 2 tenien una cambra, 7 en tenien dues, 12 en tenien tres, 21 en tenien quatre i 67 en tenien cinc o més. 79 habitatges disposaven pel capbaix d'una plaça de pàrquing. A 47 habitatges hi havia un automòbil i a 54 n'hi havia dos o més.

### Piràmide de població
La piràmide de població per edats i sexe el 2009 era:
| Homes | Edats   | Dones |
| ----- | ------- | ----- |
| 0     | 95 o +  | 0     |
| 0     | 90 a 94 | 0     |
| 0     | 85 a 89 | 0     |
| 0     | 80 a 84 | 12    |
| 0     | 75 a 79 | 0     |
| 0     | 70 a 74 | 8     |
| 0     | 65 a 69 | 0     |
| 4     | 60 a 64 | 4     |
| 8     | 55 a 59 | 0     |
| 8     | 50 a 54 | 16    |
| 24    | 45 a 49 | 12    |
| 12    | 40 a 44 | 12    |
| 16    | 35 a 39 | 4     |
| 4     | 30 a 34 | 12    |
| 20    | 25 a 29 | 8     |
| 4     | 20 a 24 | 8     |
| 20    | 15 a 19 | 8     |
| 16    | 10 a 14 | 16    |
| 12    | 5 a 9   | 8     |
| 8     | 0 a 4   | 4     |

## Economia
El 2007 la població en edat de treballar era de 234 persones, 187 eren actives i 47 eren inactives. De les 187 persones actives 168 estaven ocupades (90 homes i 78 dones) i 19 estaven aturades (8 homes i 11 dones). De les 47 persones inactives 15 estaven jubilades, 21 estaven estudiant i 11 estaven classificades com a «altres inactius».

### Ingressos
El 2009 a Vinantes hi havia 108 unitats fiscals que integraven 323,5 persones, la mediana anual d'ingressos fiscals per persona era de 21.562 €.

### Activitats econòmiques
Dels 11 establiments que hi havia el 2007, 4 eren d'empreses de construcció, 4 d'empreses de comerç i reparació d'automòbils, 2 d'empreses de transport i 1 d'una empresa de serveis.
Dels 4 establiments de servei als particulars que hi havia el 2009, 2 eren guixaires pintors i 2 fusteries.
L'any 2000 a Vinantes hi havia 4 explotacions agrícoles que ocupaven un total de 760 hectàrees.

## Equipaments sanitaris i escolars
El 2009 hi havia una escola elemental integrada dins d'un grup escolar amb les comunes properes formant una escola dispersa.

## Poblacions més properes
El següent diagrama mostra les poblacions més properes.